# فيل ديفيز
فيل ديفيز (بالإنجليزية: Phil Davies)‏ هو لاعب اتحاد الرغبي بريطاني، ولد في 19 أكتوبر 1963 في ويلز في المملكة المتحدة.

## وصلات خارجية
- فيل ديفيز عل موقع إسبنسكروم (الإنجليزية)
- فيل ديفيز على موقع ItsRugby.co.uk (الإنجليزية)